# Raffaele Topo
Raffaele Topo (ur. 2 marca 1965 w Villaricce) – włoski polityk, prawnik i samorządowiec, deputowany krajowy, poseł do Parlamentu Europejskiego X kadencji.

## Życiorys
Ukończył studia prawnicze na Uniwersytecie w Neapolu. Po uzyskaniu uprawnień podjął praktykę w zawodzie adwokata.
Działał w Chrześcijańskiej Demokracji, po jej rozpadzie z lat 90. należał do Włoskiej Partii Ludowej. Przystąpił z nią do ugrupowania Margherita, z którą w 2007 dołączył do nowo powołanej Partii Demokratycznej. Od 1985 był wybierany do rady rodzinnej miejscowości. W latach 2001–2010 pełnił funkcję jej burmistrza. W 1999 został radnym prowincji Neapol, a od 2010 zasiadał w radzie regionalnej w Kampanii, w której m.in. kierował frakcją swojej partii.
W 2018 został wybrany do Izby Deputowanych XVIII kadencji, w skład której wchodził do 2022. W wyborach w 2024 uzyskał natomiast mandat posła do Parlamentu Europejskiego X kadencji.